# Rysslands socialdemokratiska arbetareparti
Rysslands socialdemokratiska arbetareparti (förkortning: RSDAP; ryska: Росси́йская социа́л-демократи́ческая рабо́чая па́ртия, РСДРП) eller Rysslands socialdemokratiska parti var ett ryskt historiskt socialdemokratiskt parti som grundades 1898 och var verksamt under tsarerans sista år.

## Historia
Den första ryska socialistiska organisationen bildades redan 1883 i Schweiz av bland andra Georgij Plechanov. År 1898 samlades tre olika socialistiska grupperingar i Minsk och grundade RSDAP. Partiet var olagligt under större delen av sin existens och samtliga nio delegater på den första partikongressen i Minsk greps av tsarens polis.
I samband med den andra partikongressen i London 1903 splittrades partiet i två fraktioner: bolsjevikerna som leddes av Lenin och mensjevikerna som leddes av Julyj Martov. Bolsjevikerna var inte i majoritet på kongressen, men segrade strax därefter i valen till centralkommittén och till redaktionskommittén till tidskriften Iskra. För att ge intryck av att deras ståndpunkt segrat kallade de sig själva för bolsjeviki, som är ryska för ’majoritetsmännen’. Motståndarna benämndes mensjeviki (’minoritetsmännen’) trots att de efter partisplittringen var den större gruppen. Bolsjevikerna förespråkade att partiet skulle ledas av en strängt disciplinerad elit som bestod av aktiva yrkesrevolutionärer. I motsats till mensjevikerna var bolsjevikerna negativa till fackföreningsarbete, eftersom detta innebar ett indirekt stöd till den rådande kapitalistiska strukturen. Mensjevikerna önskade ett öppet parti efter västeuropeiskt mönster där även icke-aktiva sympatisörer tilläts vara medlemmar.
På den fjärde partikongressen som hölls i Stockholm 1906 lyckades man tillfälligt ena de två fraktionerna. Samma år bojkottade RSDAP det första valet till duman. Året därpå deltog dock partiet i valet till den andra duman och erhöll 47 platser. Tsaren upplöste dock den andra duman redan samma år och ändrade vallagarna för att uppnå en mer konservativ duma. På grund av den nya vallagarna reducerades RSDAP kraftigt i valet till den tredje duman och erhöll endast 19 platser. RSDAP splittrades definitivt 1912 i samband med valet till den fjärde duman då bolsjevikerna ställde upp i valet som eget parti under beteckningen Rysslands socialdemokratiska arbetareparti (bolsjevikerna). Bolsjevikerna tog makten i oktoberrevolutionen 1917 och bytte 1918 namn till Rysslands kommunistiska parti (bolsjevikerna) och 1952 till Sovjetunionens kommunistiska parti. Efter Kronstadtupproret 1921 förbjöds mensjevikerna.

## Ideologi och program
Partiet baserade sin ideologi på Karl Marx och Friedrich Engels idéer. RSDAP förkastade terrorism och grundades delvis som en reaktion mot Narodnaja volja (’folkets vilja’), vilka istället anslöt sig till det Socialistrevolutionära partiet. För RSDAP var politiska och samhälleliga förändringar något som följde grundläggande förändringar i de ekonomiska förhållandena. Den socialdemokratiska strategin innehöll två steg, först en borgerlig revolution som skulle störta tsaren och införa politiska och medborgerliga rättigheter. Borgarna var därför en temporär allierad i ett första skede. I ett andra skede skulle arbetarklassen genomföra en socialistisk revolution som skulle möjliggöra införandet av proletariatets diktatur. Trots att Ryssland vid denna tid var ett utpräglat bondesamhälle ansåg RSDAP att bondebefolkningen till största del var ”småborgerlig” och att den revolutionära potentialen fanns hos arbetarklassen. Socialdemokraterna ansåg att jorden skulle nationaliseras och kollektiviseras och att jordbrukarna därmed skulle bli lönearbetare i statens tjänst. De motsatte sig bysamfällighetens anspråk på att lägga beslag på all privatägd jord (”marksocialisering”), vilket förespråkades av Socialistrevolutionära partiet som därför åtnjöt stort stöd bland bondebefolkningen.

### Fotnoter
1. ↑  Bonniers Konversationslexikon, uppslagsord Socialdemokratiska partier
2. ↑  Nationalencyklopedin, uppslagsord bolsjeviker och mensjeviker
3. ↑  Pipes, sidan 130.
4. ↑  Pipes, sidorna 71–72.
5. ↑  Pipes, sidorna 45–47.
6. ↑  Pipes, sidan 46.
7. ↑  Pipes, sidorna 47 och 132.